# Arlucea-Marquínez
Arlucea-Marquínez (en euskera y oficialmente Arluzea-Markinez[cita requerida]) fue un municipio español, estaba situado en la provincia de Álava.

## Historia
Fundado en 1961, pasó a formar parte del municipio de Bernedo en 1976.

## Geografía humana

### Organización territorial

#### Concejos
El municipio estaba formado por varios pueblos, que a su vez formaban concejos:
- Arlucea (en euskera y oficialmente Arluzea)
- Marquínez (en euskera y oficialmente Markinez)
- Oquina (en euskera y oficialmente Okina)
- Urarte

#### Despoblados
- Berroci (en euskera y oficialmente Berrozi)
- Izarza (en euskera y oficialmente Izartza)

### Demografía
| Gráfica de evolución demográfica de Arlucea Marquínez entre 1970 y 1970 |
| |
| Población de derecho según los censos de población del INE Población de hecho según los censos de población del INEEntre el censo de 1970 y el anterior, aparece este municipio porque se fusionan los municipios 01505 (Arlucea) y 01518 (Marquínez) Entre el censo de 1981 y el anterior, este municipio desaparece porque se integra en el municipio 01016 (Bernedo) |

Supuesto demográfico 2000 a 2017 si el municipio todavía existiera:
| Gráfica de evolución demográfica de Arlucea-Marquínez entre 2000 y 2017 |
|                                                                         |
| Población de derecho según los censos de población del INE.             |